# 代爾庫利斯凱
48°59′43″N 39°41′33″E / 48.99528°N 39.69250°E
代爾庫利斯凯（烏克蘭語：Деркульське）是位於烏克蘭東部的村莊，由盧甘斯克州夏斯季耶区的希羅基市鎮負責管轄。該村始建於1800年，面積0.15平方公里，海拔高度50米，2001年人口5，人口密度每平方公里33.3人。